# Tomba di Persefone
La tomba di Persefone o tomba I si trova a Verghina, una località vicino a Salonicco, in Grecia. Fa parte di un complesso di altre tombe scavate all'interno di una collina denominata grande tumulo o tumulo reale.

## Storia
Era posta accanto alla tomba di Filippo II (tomba II), nell’antica capitale macedone di Aigai. Doveva esservi sepolto un altro membro della famiglia reale, forse Nicesipoli, la quale morì pochi anni prima del sovrano e sicuramente dopo il 342 a.C.
Fu scoperta nel 1977 da dall'archeologo greco Manolis Andronikos. A differenza di altre tombe, fu trovata priva di corredo funebre a causa di precedenti saccheggi. I resti delle ossa, in particolare quelle di un uomo sono state attribuite da alcuni a Filippo III Arrideo, figlio di Filippo il Macedone e fratellastro di Alessandro Magno, oppure, per chi sostiene che Arrideo sia sepolto in realtà nella tomba II, allo stesso Filippo II. Nella tomba, saccheggiata da Pirro a differenza della II, sono stati trovati anche i resti di un neonato e di una donna. L'identificazione di Andronikos vede la tomba come sepolcro di Nicesipoli, Filippo Arrideo ed Euridice II, mentre ipotesi più recenti pensa si tratti di Filippo II con l'ultima moglie Cleopatra Euridice e il figlio neonato Carano.

## Descrizione
Si tratta di una tomba a cista di forma rettangolare, con le pareti decorate da pitture attribuite al celebre pittore Nicomaco di Tebe o alla sua bottega. Fra le quattro, quella a nord gode del miglior stato di conservazione: vi è rappresentato l’episodio mitico del ratto di Persefone. L’alta committenza è testioniata dalla grande qualità dell’affresco. La quadriga viene mostrata di tre quarti, le vesti e i capelli sono scompigliati a causa dell’impeto della corsa. La scena è pervasa di grande drammaticità, ravvisabile nella gestualità del dio Ade, che sta ancora salendo sul carro, e soprattutto di Persefone, colta in un’espressione di sorpresa e disperazione. A guidare i cavalli che li trainano c’è Hermes, riconoscibile dal caduceo e dall’elmo, suoi attributi.
Sulla parete orientale è riconoscibile la figura di Demetra, la madre di Persefone.